# التعليم في موريتانيا

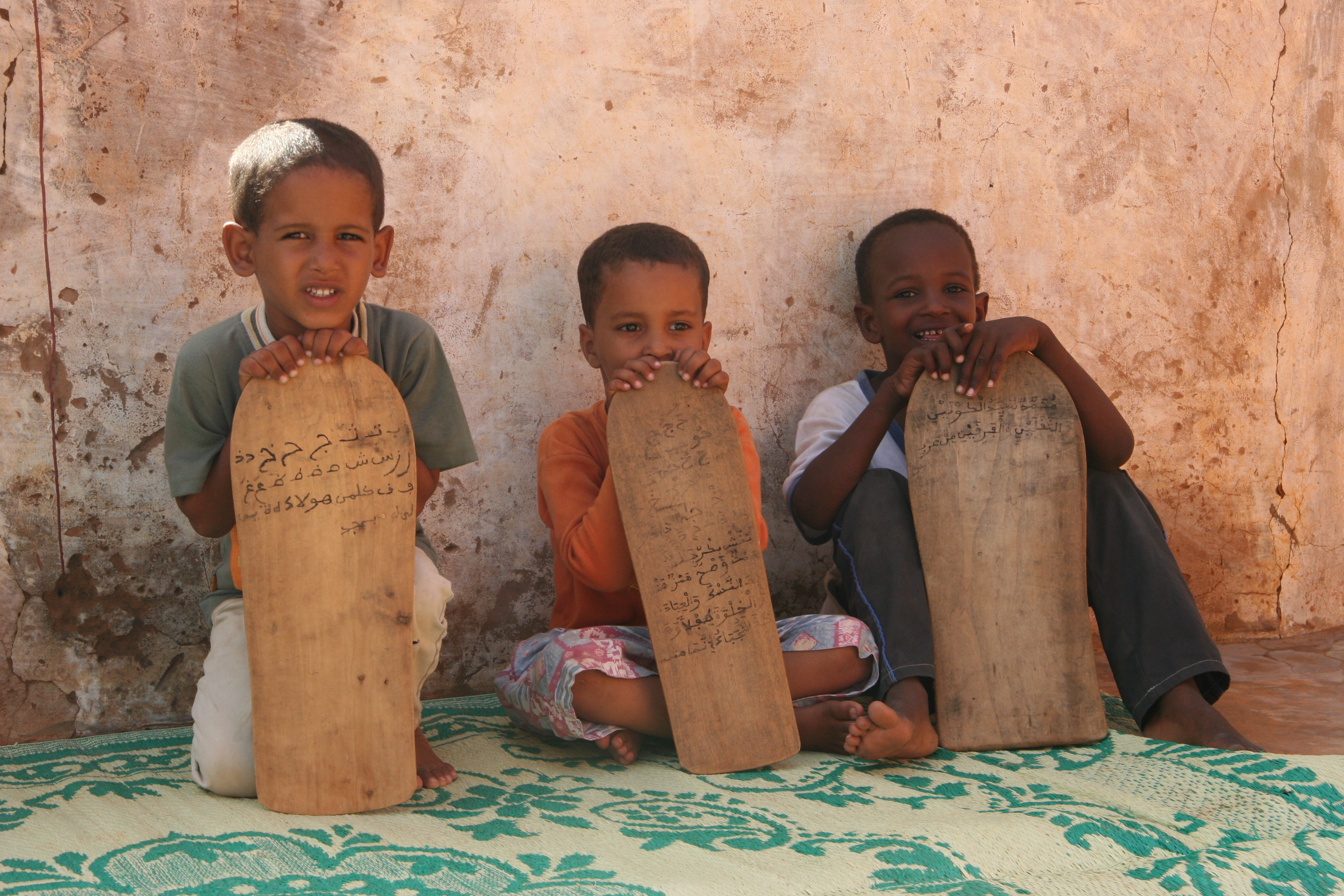

أنشأت الإدارة الاستعمارية الفرنسية أول نظام للتعليم العام في موريتانيا. تركزت المدارس الأولى إلى حد كبير في المجتمعات المستقرة في وادي نهر سينيجال. في عام 1950، تم إنشاء أول مدرسة لتدريب المعلمين في بوتليميت، وفي عام 1957، بدأت المدرسة الثانوية في روسو أيضًا في تدريب المعلمين. جزئيا بسبب تركز المدارس العامة في الجنوب، التحق الأفارقة السود بأعداد كبيرة. نتيجة لذلك، كانت الغالبية العظمى من معلمي المدارس العامة من السود، وكان الطبقة المتعلمة العلمانية في البلاد يهيمن عليها السود.

## التأثير الفرنسي
واجهت المدارس الفرنسية القليلة الموجودة في مناطق البدو صعوبة في جذب الطلاب. كان الموريون على وجه الخصوص مترددين في قبول المدارس العامة واستمروا في تفضيل التعليم الإسلامي البحت. ومع ذلك، بدأوا تدريجياً في إرسال أطفالهم إلى المدارس العامة، حيث رأوا أن التدريب الديني التقليدي لم يكن يهيئ أطفالهم للحياة في القرن العشرين. جرب الفرنسيون أيضًا «المدارس المتنقلة» بعد الحرب العالمية الثانية، وبهذه الطريقة قاموا بتوفير التعليم العام لعدد أكبر من البدو. في عام 1954، كان هناك اثنتا عشرة مدرسة تسمى «خيمة» تخدم 241 طالبًا. استمرت بعض مدارس الخيام على الأقل في العمل بعد استقلال موريتانيا عن فرنسا عام 1960.

## بعد الاستقلال
في عام 1964. لم يكن الالتحاق بالمدارس إلزاميًا، وفي 1964-1965 كان فقط 19100 من طلاب المدارس الابتدائية و 1500 من طلاب المدارس الثانوية
بحلول عام 1985، كان ما يقدر بنحو 35 في المائة من الأطفال في سن الدراسة الابتدائية مسجلين في المدرسة.
في 1985-1986، ارتفع عدد الملتحقين بالمدارس الابتدائية إلى 140871، وبلغ عدد المسجلين في المدارس الثانوية والمهنية 34674.
في عام 1982، افتتحت الكلية الوطنية للإدارة والكلية الوطنية للعلوم في نواكشوط، وفي عام 1983 بدأ ما يقرب من 1000 طالب التدريس في جامعة نواكشوط.

## إصلاحات تدريجية
ظل النظام الفرنسي للمدارس الابتدائية والثانوية ساري المفعول حتى أواخر الثمانينيات. ومع ذلك، تم إجراء بعض التغييرات المهمة على مر السنين، وتم التخطيط لأخرى. في أوائل الثمانينيات، تم إدخال تعليم اللغات البولارية والأزير (السونينكي)، وتم التأكيد على اللغة العربية الأدبية على جميع المستويات. أثارت السياسة الرسمية المتمثلة في استبدال الفرنسية باللغات المحلية والعربية الأدبية، التي تم تبنيها في أواخر السبعينيات، احتجاجات قوية من الموريتانيين السود الناطقين بالفرنسية وتم التخلي عنها في غضون عقد من الزمن.
ظلت موريتانيا تعاني من نقص حاد في العمالة الماهرة. في منتصف الثمانينيات، كان حوالي 15 بالمائة فقط من طلاب المدارس الثانوية ملتحقين بالتعليم المهني. لتصحيح هذا الوضع ورفع المستوى العام لمحو الأمية، شجعت الحكومة نمو المدارس القرآنية الخاصة. تم إجراء معظم التدريب الصناعي في مؤسسات خاصة. والأهم من ذلك، لجأت الحكومة أيضًا إلى المجتمع الدولي. في عام 1987 وافق البنك الدولي على المساعدة في جعل نظام التعليم في موريتانيا أكثر استجابة لاحتياجات التنمية في البلاد. تضمنت التغييرات المقترحة توسيع نطاق التعليم الابتدائي وإعادة هيكلة التعليم الثانوي. ووجه اهتمام خاص للتدريب المهني في المجالات ذات الاحتياجات الوطنية الخاصة، مثل هندسة المياه ومصايد الأسماك.

## الحالة الحالية
التعليم إلزامي بين سن 6 و 14 سنة. في عام 2002، كان المعدل الإجمالي للالتحاق بالتعليم الابتدائي 88 في المائة، وصافي معدل الالتحاق بالتعليم الابتدائي 68 في المائة.
تستند نسب الالتحاق الإجمالية والصافية إلى عدد الطلاب المسجلين رسميًا في المدرسة الابتدائية، وبالتالي لا تعكس بالضرورة الحضور الفعلي في المدرسة. في عام 1996، كان 41.8 في المائة من الأطفال الذين تتراوح أعمارهم بين 7 و 14 عامًا يذهبون إلى المدرسة.
اعتبارًا من عام 2001، كان من المرجح أن يصل 61 في المائة من الأطفال الذين بدأوا الدراسة الابتدائية إلى الصف 5. ومع ذلك، فإن الافتقار إلى المرافق المدرسية الكافية والمدرسين، خاصة في المناطق الريفية، من المرجح أن يعيق التحقيق الكامل لهدف الحكومة المتمثل في تعميم التعليم الابتدائي في موريتانيا حتى عام 2007 على الأقل.
المدرسة العامة مجانية، لكن التكاليف الأخرى مثل الكتب ووجبات الغداء تجعل التعليم لا يمكن تحمله بالنسبة للعديد من الأطفال الفقراء. تشمل التحديات المستمرة لتوفير التعليم الجيد في موريتانيا ارتفاع معدلات التسرب والرسوب، والمناهج الدراسية غير الملائمة، والبنية التحتية الوطنية السيئة التي تمنع الأطفال من السفر من وإلى المدرسة. في عام 2002، أظهر مسح أجراه برنامج الغذاء العالمي للأطفال غير الملتحقين بالمدارس في موريتانيا أن 25 في المائة لم يلتحقوا بالمدرسة بسبب الحاجة إلى إعالة أسرهم أو أداء الأعمال المنزلية، و 22 في المائة لم يحضروا بسبب المسافة إلى المدرسة.